# Friedrich Sickler
Friedrich Carl Ludwig Sickler (* 29. November 1773 in Gräfentonna; † 8. August 1836 in Hildburghausen) war ein deutscher Lehrer und Altertumswissenschaftler.

## Leben

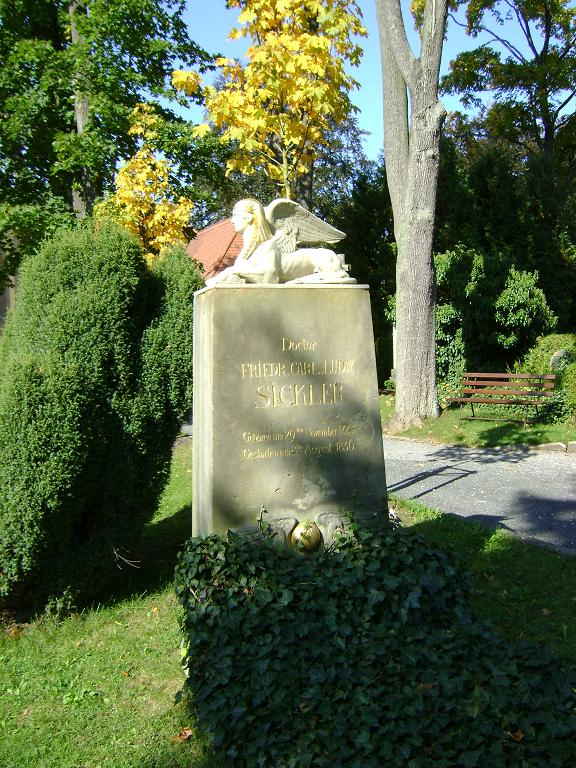
Grabmal Friedrich Sicklers auf dem Friedhof von Hildburghausen

Friedrich Sickler war Sohn des Pfarrers Johann Volkmar Sickler. Er heiratete Sophie Auguste geborene Schieck (* 19. November 1792 in Hildburghausen; † 16. Januar 1876 in Weimar). Als seine Witwe heiratete sie 1839 in dritter Ehe den Generalsuperintendenten und Oberhofprediger in Weimar, Johann Friedrich Röhr.
Friedrich Sickler besuchte die Schule in Gotha und Altenburg. Er studierte 1791 bis 1794 in Jena Theologie und Philosophie und 1794–95 Philologie in Göttingen und wurde 1798 in Jena zum Dr. phil. promoviert. 1802/03 reiste er mit dem Maler Johann Christian Kühner nach Paris. Von 1805 bis 1810 war er Hauslehrer beim preußischen Gesandten in Rom Wilhelm von Humboldt. Im Jahr 1812 wurde er zum Schulrat und ersten Direktor des neu gegründeten Gymnasiums Georgianum in Hildburghausen berufen. 1816 wurde er zum korrespondierenden Mitglied der Göttinger Akademie der Wissenschaften gewählt.
Er galt zu seiner Zeit als anerkannter Philologe und Ägyptologe, der Payrusschriftrollen übersetzte, die man in Herculaneum fand und die „Heilige Priestersprache“ der Ägypter erforschte. Die von ihm verfassten Tabellen zur Römischen Geschichte und der Leitfaden zum Unterricht in der alten Geographie (1826) waren zeitweise Bestandteil von Schulbüchern.
1833 entdeckte er auf einer Sandsteinplatte aus einem Steinbruch in Heßberg bei Hildburghausen Trittsiegel („Fußabdrücke“) eines ihm unbekannten Tieres, die später von Johann Jakob Kaup als Chirotherium barthii („Handtier“) wissenschaftlich beschrieben wurden. Rückblickend handelt es sich um die ersten wissenschaftlich beschriebenen Trittsiegel ausgestorbener Landwirbeltiere überhaupt.
Sicklers Grab in Hildburghausen ziert eine Sphinx und unter dem Namen findet sich eine symbolische Darstellung des Sonnenlaufs nach altägyptischer Auffassung.

## Veröffentlichungen (Auswahl)
- Vergötterungs-Almanach für das Jahr 1801, 1800
- Der Gesundbrunnen zu Liebenstein. Eine Schilderung. Ettinger, Gotha 1801 (Digitalisat).
- Almanach aus Rom für Künstler und Freunde der bildenden Kunst, hrsg. mit J. C. Reinhart, 1810–1811
- De monumentis aliquot Graecis, e sepulcro Cumaeo, recenter effosso, erutis, Sacra Dionysiaca, a Campanis veteribus celebrata, horumque doctrinam de animorum post obitum statu illustrantibus. Prolusio orationibus inauguralibus in Gymnasio Hildburghusano A.D. XXVIII Apr. a.C.n. MDCCXII habendis praemissa a F. C. L. Sickler Gothano (...) Gymnasii Hildburghusani directore (...). Accedunt figurae aeneae. Hildburghausen 1812 (Digitalisat).
- Animadversionum in Horatii aliquot carmina specimen, 1813–1823
- Für müssige Stunden, hrsg. mit F. und K. de la Motte-Fouqué, 8 Bde., 1816–1821
- De Aeneae in Italiam adventu fabuloso..., 1817
- Thot oder Die Hieroglyphen der Äthiopier und Ägypter, 1819
- Auflösung der Hieroglyphen oder Der sogenannten Sternbilder in dem Thierkreise von Tentryra, 1820
- Hymnus an Demeter, 1820
- Anastasia oder Griechenland in der Knechtschaft unter den Osmanen seit der Schlacht bei Kossowa 1389 und im Befreiungskampf seit 1821. Eine Zeitschrift in freien Heften (4 Hefte), 1821–1823
- Die heilige Priestersprache der alten Ägypter, 1822–1826
- Der Sieg bei Navarino in Morea, 1827